# Нью-Пайн-Крік (Каліфорнія)
Нью-Пайн-Крік (англ. New Pine Creek) — переписна місцевість (CDP) в США, в окрузі Модок штату Каліфорнія. Населення — 87 осіб (2020).

## Географія
Нью-Пайн-Крік розташований за координатами 41°59′14″ пн. ш. 120°18′3″ зх. д. / 41.98722° пн. ш. 120.30083° зх. д. (41.987316, -120.300887).  За даними Бюро перепису населення США в 2010 році переписна місцевість мала площу 5,92 км², уся площа — суходіл.

### Клімат
| Клімат : Нью-Пайн-Крік                                       | Клімат : Нью-Пайн-Крік | Клімат : Нью-Пайн-Крік | Клімат : Нью-Пайн-Крік | Клімат : Нью-Пайн-Крік | Клімат : Нью-Пайн-Крік | Клімат : Нью-Пайн-Крік | Клімат : Нью-Пайн-Крік | Клімат : Нью-Пайн-Крік | Клімат : Нью-Пайн-Крік | Клімат : Нью-Пайн-Крік | Клімат : Нью-Пайн-Крік | Клімат : Нью-Пайн-Крік | Клімат : Нью-Пайн-Крік |
| Показник                                                     | Січ.                   | Лют.                   | Бер.                   | Квіт.                  | Трав.                  | Черв.                  | Лип.                   | Серп.                  | Вер.                   | Жовт.                  | Лист.                  | Груд.                  | Рік                    |
| Абсолютний максимум, °C                                      | 12,2                   | 17,8                   | 21,1                   | 26,1                   | 31,1                   | 35,0                   | 37,8                   | 36,1                   | 32,8                   | 27,2                   | 22,2                   | 13,9                   | 37,8                   |
| Середня температура, °C                                      | −3,3                   | −1,1                   | 2,2                    | 5,6                    | 11,1                   | 15,0                   | 20,6                   | 18,3                   | 13,3                   | 6,7                    | 1,7                    | −3,3                   | 7,3                    |
| Абсолютний мінімум, °C                                       | −26,1                  | −21,1                  | −13,9                  | −8,9                   | −7,8                   | −2,8                   | 2,2                    | 1,1                    | −7,2                   | −7,8                   | −18,9                  | −27,2                  | −27,2                  |
| Норма опадів, мм                                             | 10                     | 8                      | 8                      | 13                     | 23                     | 8                      | 5                      | 0                      | 5                      | 8                      | 10                     | 20                     | 118                    |
| ------------------------------------------------------------ | ---------------------- | ---------------------- | ---------------------- | ---------------------- | ---------------------- | ---------------------- | ---------------------- | ---------------------- | ---------------------- | ---------------------- | ---------------------- | ---------------------- | ---------------------- |
| Джерело: http://www.areavibes.com/new+pine+creek-ca/weather/ |                        |                        |                        |                        |                        |                        |                        |                        |                        |                        |                        |                        |                        |

## Демографія
Згідно з переписом 2010 року, у переписній місцевості мешкало 98 осіб у 53 домогосподарствах у складі 27 родин. Густота населення становила 17 осіб/км².  Було 67 помешкань (11/км²).
Расовий склад населення:
| - 90,8 % — білих - 1,0 % — вихідців з тихоокеанських островів |

До двох чи більше рас належало 8,2 %. Частка іспаномовних становила 4,1 % від усіх жителів.
За віковим діапазоном населення розподілялося таким чином: 10,2 % — особи молодші 18 років, 58,2 % — особи у віці 18—64 років, 31,6 % — особи у віці 65 років та старші. Медіана віку мешканця становила 55,5 року. На 100 осіб жіночої статі у переписній місцевості припадало 122,7 чоловіків;  на 100 жінок у віці від 18 років та старших — 104,7 чоловіків також старших 18 років.
Цивільне працевлаштоване населення становило 7 осіб. Основні галузі зайнятості: роздрібна торгівля — 100,0 %.